# Liste der Biografien/Jez
Liste der Biografien |
Portal Biografien |
Personensuche
# |
A |
B |
C |
D |
E |
F |
G |
H |
I |
J |
K |
L |
M |
N |
O |
P |
Q |
R |
S |
T |
U |
V |
W |
X |
Y |
Z |
?
 
Ja |
Jb |
Jd |
Je |
Jh |
Ji |
Jj |
Jl |
Jn |
Jm |
Jo |
Jp |
Jr |
Js |
Jt |
Ju |
Jv |
Jw |
Jy
 
Jea |
Jeb |
Jec |
Jed |
Jee |
Jef |
Jeg |
Jeh |
Jei |
Jej |
Jek |
Jel |
Jem |
Jen |
Jeo |
Jep |
Jeq |
Jer |
Jes |
Jet |
Jeu |
Jev |
Jew |
Jex |
Jey |
Jez
Die Liste der Biografien führt alle Personen auf, die in der deutschsprachigen Wikipedia einen Artikel haben. Dieses ist eine Teilliste mit 46 Einträgen von Personen, deren Namen mit den Buchstaben „Jez“ beginnt.

## Jez
- Jeż, Aleksandra (* 2007), polnische Leichtathletin
- Jeż, Andrzej (* 1963), polnischer römisch-katholischer Theologe
- Jeż, Barbara (* 1948), polnische Handballspielerin
- Jež, František (* 1970), tschechischer Skispringer
- Jeż, Ignacy (1914–2007), polnischer Geistlicher, Bischof von Koszalin-Kołobrzeg
- Jež, Róbert (* 1981), slowakischer Fußballspieler

### Jeze
- Ježek, Jaroslav (1906–1942), tschechischer Komponist
- Ježek, Jiří (* 1974), tschechischer Behindertenradsportler
- Ježek, Josef (1884–1969), tschechischer Generalmajor der Gendarmerie, Politiker und Innenminister in der Regierung des Protektorats Böhmen und Mähren
- Jezek, Linda (* 1960), US-amerikanische Schwimmerin
- Ježek, Otto (1896–1957), tschechischer Dichter
- Ježek, Patrik (* 1976), tschechischer FußballspielerPatrik Ježek (* 1976)

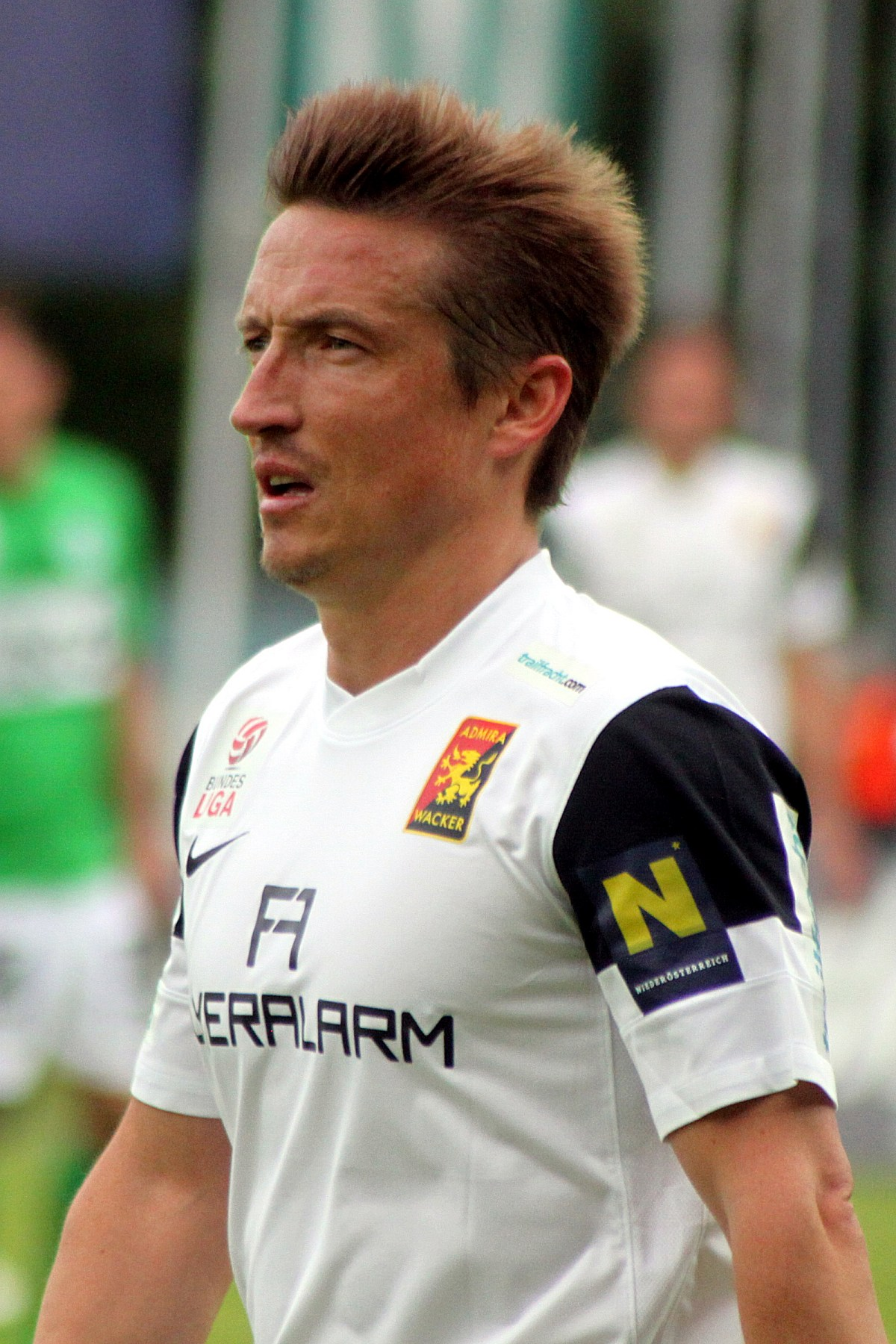
Patrik Ježek (* 1976)

- Ježek, Petr (* 1965), tschechischer Politiker
- Ježek, Václav (1923–1995), tschechoslowakischer Fußballspieler und Fußballtrainer
- Jezel, Mizzi (1883–1984), österreichische Operettensängerin (Sopran)
- Jezel, Roxy (* 1982), britische PornodarstellerinRoxy Jezel (* 1982)

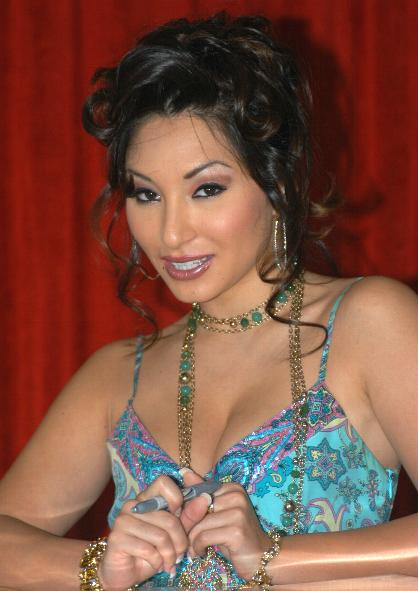
Roxy Jezel (* 1982)

- Jézéquel, Françoise (* 1970), französische Fußballspielerin
- Jezerinac, Juraj (* 1939), kroatischer Geistlicher, emeritierter Militärbischof
- Jezernik, Dominik (* 2007), kroatischer Sprinter
- Jezeršek, Andrej (* 1982), slowenischer Nordischer Kombinierer
- Jezeršek, Barbara (* 1986), slowenische Skilangläuferin
- Jezerskas, Česlovas (* 1949), litauischer Brigadegeneral
- Jezewski, Heinz-Werner (* 1958), deutscher Politiker (WASG, PDS, Die Linke), MdL

### Jezi
- Ježić, Katarina (* 1992), kroatische Handballspielerin
- Ježić, Zdravko (1931–2005), jugoslawischer Wasserballspieler
- Jezierski, Adam (* 1948), polnischer Chemiker
- Jezierski, Franciszek Salezy (1740–1791), polnischer Schriftsteller und Politiker
- Jezierski, Jacek (* 1949), polnischer Geistlicher, Bischof von Elbląg
- Jezierski, Michelle (* 1981), amerikanische Künstlerin
- Jezierski, Stefan de Leval (* 1954), amerikanischer Hornist
- Ježík, Stanislav (* 1972), slowakischer Skilangläufer
- Ježina, Antonio (* 1989), kroatischer Fußball- und Futsalspieler
- Jezior, Christine (* 1961), polnische Drehbuchautorin, Regisseurin und Filmproduzentin von Dokumentarfilmen
- Jeziorkowski, Klaus (1935–2006), deutscher Literaturwissenschaftler und Hochschullehrer
- Jeziorski, Bartłomiej (* 1998), polnischer Eishockeyspieler
- Jeziorsky, Klaus-Jürgen (* 1951), deutscher Politiker (CDU), MdL, Innenminister von Sachsen-Anhalt

### Jezl
- Jezler, Christoph (1734–1791), Schweizer Mathematiker und Physiker, gelernter Kürschner
- Jezler, Peter (* 1954), Schweizer Kunsthistoriker und Museumsdirektor

### Jezo
- Jézo, Marcel (1910–1961), französischer Radrennfahrer
- Jezo, Sylvère (1913–1976), französischer Radrennfahrer
- Ježovnik, Vinko (1856–1910), österreichischer Politiker
- Jezovšek-Jizou, Janko (* 1945), jugoslawischer bzw. slowenischer Komponist
- Ježower, Ignaz (* 1878), deutsch-jüdischer Kulturgeschichtler, Schriftsteller und Übersetzer
- Jeżowska-Trzebiatowska, Bogusława (1908–1991), polnische Chemikerin und Hochschullehrerin
- Jeżowski, Krzysztof (* 1975), polnischer Radrennfahrer

### Jezz
- Jezzard, Bedford (1927–2005), englischer Fußballspieler und -trainer